# Tore Pedersen
Tore André Pedersen (* 29. September 1969 in Fredrikstad) ist ein ehemaliger norwegischer Fußballspieler.

## Karriere

### Verein
Pedersen stand in seiner Karriere in fünf unterschiedlichen Ländern bei Vereinen in deren Profiligen unter Vertrag, hierzu gehörten die Vereine Selbak IF, Lillestrøm SK, Fredrikstad FK, IFK Göteborg, Brann Bergen, Oldham Athletic, Sanfrecce Hiroshima, FC St. Pauli, Blackburn Rovers, Eintracht Frankfurt, FC Wimbledon, Trosvik IF und Oslo Diamantene. Kurz vor der Weltmeisterschaft 1994 erlitt Pedersen einen Kreuzbandriss und verpasste aus diesem Grund das Turnier in den Vereinigten Staaten. Ende Juli 1995 zog er sich bei einem Freundschaftsspiel mit dem FC St. Pauli erneut diese Verletzung zu.

### Nationalmannschaft
Pedersen bestritt 45 Länderspiele für Norwegen.